# Ингушские общества
Ингу́шские общества (шаха́ры) — средневековые территориальные объединения ингушей, основанные на географическом объединении нескольких селений и предназначенные для условного административно-территориального разграничения ингушского этноса. Формирование и функционирование большинства из них относится к позднему Средневековью (XVI―XIX вв.). В течение этого периода их границы, число и названия менялись. Выделялись следующие ингушские общества: Джейрахское, Кистинское (Фяппинское, Чулхоевское), Галгаевское (или Хамхинское), Цоринское, Галашевское, Назрановское, Орстхойцы.
Названия обществ в основном происходили от наименований местности их локализации, то есть в основе их лежал географический принцип. Несмотря на то, что в указанный период ингуши, обитали в относительно замкнутых условиях горных ущелий, что способствовало более размежеванию по территориальности, нежели сплочению вокруг единого центра, они сохраняли самосознание единого этноса, основанное на общей культуре и едином языке.
Ингушские общества в литературе иногда называются «шаха́рами» (от ингуш. шахьар, что означает «общество», «район»). Термин «шахар» обозначал в древних государствах Передней Азии уделы, на которые они административно и территориально делились. Общества (шахары) средневековой Ингушетии так же являлись территориальными единицами. Так же существует версия, что шахар — заимствование из персидского языка.

## Историческая справка
Распад Аланского государства в XIII в. и отток её населения в горы, закрепившегося к востоку и западу от Дарьяла путём строительства крепостей, послужили основой формирования новых этнотерриториальных общностей. Селения, расположенные в горной зоне, группировались в основном по локальным ущельям, что способствовало их этнополитической консолидации в обособленные территориальные общества/районы (ингуш. шахьараш). К концу XVI в., по всей видимости, уже сложились основные территориальные общества ингушей. Основываясь на данных русских источников XVI—XVII вв., называющих несколько территориальных обществ ингушей, делается вывод, что в Ингушетии и в XV в. существовало приблизительно такое же количество территориальных обществ, каждое из которых объединяло несколько селений.
Со временем число и границы обществ менялись, это происходило в результате миграционных процессов ингушеязычного населения, в том числе связанных с переселением ингушей на плоскость (равнину). Они начались довольно рано, уже вскоре после ухода Тимура с Северного Кавказа. Они на самом раннем этапе носили характер отдельных военно-политических акций, предпринимаемых ингушами на равнинных землях с целью противодействия закреплению на них пришлых кочевых народов. Отдельные эпизоды, связанные с этим временем, отражены в одном из ингушских преданий, записанном в XIX в. этнографом Албастом Тутаевым, где фигурируют представители Галгаевского общества Горной Ингушетии. Также народная память сохранила важнейшие эпизоды из событий, связанных с освоением плоскостных земель. В частности, в записанном в горном селении Пхамат И. А. Дахкильговым предании повествуется о том, как собрались именитые мужчины из территориальных обществ горной Ингушетии с целью объединения страны. Собравшиеся постановили, что отныне они все будут именоваться единым именем — «Галга», прекратят распри и начнут организованно выселяться на плоскость. Вероятно, эти события были связаны с освоением земель в верховьях Сунжи и Камбилеевки, где и возникли старейшие в этом районе населённые пункты ингушей Ахки-Юрт и Ангушт.
Изменение названий и количества обществ происходило также по причине перенесения сельских правлений из одного селения в другое. Так, например, Кистинское (Фяппинское) общество стало называться Мецхальским, а Галгаевское общество поделилось на два — Цоринское и Хамхинское.